# Navadna bogomolka
Navadna bogomolka (znanstveno ime Mantis religiosa) je plenilska vrsta žuželk iz reda bogomolk.

## Opis
Barva telesa navadne bogomolke je odvisna od zunanjih dejavnikov, zlasti od prevladujoče barve okolja pred levitvami. Barvo svojega telesa lahko v življenju spremeni. Odrasli samci dosežejo v dolžino od 4 do 6,5 cm, samice pa so nekoliko večje in lahko dosežejo do 8 cm. Na prvi pogled se odrasle samice od samcev ločijo tudi po bolj zajetnem zadku, še posebej pred izleganjem jajčec. Za to vrsto je značilna črna pega na spodnji strani prednjih nog. Njihov plen so predvsem žuželke, pa tudi predstavniki drugih skupin členonožcev. Občasno lahko lovijo tudi drobne vretenčarje.
Ličinka bogomolke je podobna odrasli živali, od odraslih pa se na prvi pogled loči po tem, da nima razvitih kril.

## Razširjenost
Vrsta je domorodna v Evropi, Aziji in Afriki, leta 1899 pa so jo s tovorom rastlinskih sadik zanesli tudi v Severno Ameriko, kjer je danes razširjena od severovzhodnega dela ZDA do pacifiškega severozahoda in po južnem delu Kanade. 
Navadna bogomolka je simbolna žival ameriške zvezne države Connecticut.

## Podvrste
- Mantis religiosa beybienkoi - razširjena po Kazahstanu, Tadžikistanu, Mongoliji in ruskem daljnem vzhodu[2]
- Mantis religiosa caucasica - razširjena po Stavropolu
- Mantis religiosa eichleri - razširjena po Etiopiji, Mavretaniji, Niokolo-Koba, Gani, Kamerunu, Keniji, Kongu, Nigru, Senegalu, Somaliji, Sudanu, Tanzaniji, Togu, Zimbabveju, Burkina Fasu, Zambiji in Anatoliji
- Mantis religiosa inornata - razširjena po Indiji, Iranu, Nepalu, Pakistanu [3]
  - syn. Mantis religiosa akbari (Soomro et al., 2001)
  - syn. Mantis inornata (Werner, 1930)[3]
- Mantis religiosa langoalata - razširjena po Uzbekistanu
- Mantis religiosa latinota - razširjena po Kazahstanu
- Mantis religiosa macedonica - razširjena po Makedoniji
- Mantis religiosa major najdena v Mombasi (Kenija) [4]
- Mantis religiosa polonica - razširjena po Poljski in Rusiji[5]
- Mantis religiosa religiosa - razširjena po Afriki in Severni Ameriki: Kanada, ZDA ter po Evropi,[6] in Aziji: Nepal, ne pa tudi po Južni Ameriki in Avstraliji[3]
  - syn.Mantis religiosa maroccana (Thunberg, 1815)
  - syn.Mantis religiosa radiata (Fischer-Waldheim, 1846)
  - syn.Mantis religiosa sancta (Fabricius, 1787)[4]
- Mantis religiosa siedleckii - razširjena po jugovzhodni Aziji: Tajvan, Tajska, Malezija, Java, Sulavezi
- Mantis religiosa sinica - razširjena po Kitajski, Japonski, Južni Koreji in Vietnamu

## Galerija
- Par navadnih bogomolk med paritvijo (spodnja Avstrija)
- Ooteka Sardinija, Italija
- Odrasel samec (Saône-et-Loire, Francija) septembra 2008
- Rjava različica samca, oktober 2008, Cerreto Ratti, Aleksandrija
- Nimfa (Francija)
- Rjava različica samice
- Zelena različica samice
- Poškodovana ooteka (Guelph, Ontario, Kanada).